# Bolătău
Bolătău – wieś w Rumunii, w okręgu Bacău, w gminie Zemeș. W 2011 roku liczyła 1039 mieszkańców.